# Isidore Bertrand
Pour les articles homonymes, voir Bertrand.
Isidore Bertrand né à Eygalayes (Drôme), le 14 février 1829 et mort le 3 avril 1914 à Montpellier est un prêtre, essayiste catholique et journaliste français connu pour ses opinions antimaçonniques.

## Biographie
Il fut curé dans le hameau de Pizançon commune de Chatuzange-le-Goubet.
Il publie aux éditions Bloud, l'éditeur de tendance catholique-sociale, plusieurs essais pamphlétaires. Son livre, La Franc-Maçonnerie. Révélations d'un Rose-Croix à propos des Elections générales de 1877, est le fruit du dépouillement et de l'analyse de publications maçonniques.

## Thèses
Bertrand défend la thèse du complot judéo-maçonnique, avec l'aide des protestants.

## Publications (liste non exhaustive)
- Un monde fin de siècle, 1891, éditions Bloud.
- La synagogue et les élections de 1898, 1898, Bloud.
- La sorcellerie, Bloud et Barral, Paris, 1899. Texte en ligne
- L'Occultisme ancien et moderne, Bloud et Barral, 1899.
- Les Possédés de Loudun et Urbain Grandier. Étude historique, Paris, Bloud.
- La Franc-maçonnerie, secte juive née du Talmud, Librairie Bloud et Cie, 1903 Texte en ligne
- La Franc-Maçonnerie. Révélations d'un Rose-Croix à propos des Elections générales de 1877, Bar-le-Duc, Typographie des Célestins-Bertrand ; Paris, Bloud et Barral, (1877),
- La Religion spirite, son dogme, sa morale et ses pratiques
- Les morts reviennent-ils ?
- Un monde fin de siècle
- La Trinité d'en-bas. Confidences d'un haut dignitaire des Loges
- La Salette